# Die Schadenfreundinnen
Die Schadenfreundinnen (Originaltitel: The Other Woman) ist eine US-amerikanische Komödie des Regisseurs Nick Cassavetes aus dem Jahr 2014. Nach einem Drehbuch von Melissa Stack wird die Geschichte einer Frau erzählt, die herausfindet, dass sie nicht die einzige Freundin ihres Liebhabers ist. In den Hauptrollen sind Cameron Diaz, Leslie Mann, Kate Upton und Nikolaj Coster-Waldau zu sehen.

## Handlung
Die erfolgreiche Anwältin Carly erfährt, dass ihr Freund Mark verheiratet ist. Als sie dessen Ehefrau Kate näher kennenlernt, muss sie widerwillig feststellen, dass sie viele Gemeinsamkeiten haben. Zusammen ermitteln die beiden eine weitere Beziehung des Casanovas mit der 22-jährigen Amber und klären sie über seine Treulosigkeit auf. 
Als sich herausstellt, dass Mark nicht nur die Frauen, sondern auch seinen Geschäftspartner Nick betrügt und alle seine Gaunereien über den Namen seiner Frau abwickelt, beginnen die drei Freundinnen einen Racheplan zu schmieden, um ihn zu ruinieren. Dabei ist ihnen Kates Bruder Phil behilflich, der den Frauen mit einigen Ratschlägen zur Seite steht. Insgeheim hat er sich in Carly verliebt und hofft, dass sie seine Gefühle erwidert. Carly fühlt sich jedoch noch nicht für eine neue Beziehung bereit und hält Phil auf Abstand.
Ihr erster Racheakt besteht darin, dass sie Mark heimlich ein Medikament verabreichen, das seinen Sexualtrieb herabsetzt. Kate, die vor ihrem Mann weiterhin die ahnungslose Ehefrau spielt, taucht außerdem seine Zahnbürste in die Toilette und füllt ein Enthaarungsmittel in seine Shampooflasche. Carly versöhnt sich zum Schein mit Mark, um ihm so weitere Schikanen zufügen zu können. So verabreicht sie ihm beim Essen im Restaurant unbemerkt ein Abführmittel, das sehr unvermittelt wirkt und Mark einige peinliche Momente beschert.
Die zweite Stufe ihrer Aktivitäten gilt Marks geheimen Konten im Ausland. Von ihrem Vater Frank erfährt Carly, wie sie diese ausfindig machen kann, und mit Ambers Hilfe kann sie das Passwort herausbekommen. Zusammen mit Kate und Amber reist sie Mark nach, der gerade beruflich auf den Bahamas unterwegs ist. Wie fast befürchtet, trifft er sich auch hier mit einer Freundin. Kate wirft daraufhin ihren Ehering ins Meer. Da sie, ohne es zu wissen, die eigentliche Kontoinhaberin ist, gelingt es ihr problemlos, Marks Konto auf den Bahamas komplett zu plündern. 
Als Mark von seiner Reise zurückkehrt, sucht er Carly in deren Büro auf, wo ihn eine große Überraschung erwartet. Kate, Carly und Amber sitzen hier vereint am Tisch und konfrontieren ihn mit seiner Untreue. Mit Carly als Anwältin präsentiert Kate die Scheidungspapiere und eine Liste ihrer Vermögenswerte. Sie verrät ihm außerdem, dass sie als Prinzipalin das von Mark veruntreute Geld zurück zu den Firmen gebracht hat, von denen es „geraubt“ wurde, was sie beide von juristischer Verfolgung befreit, aber ihn bankrott dastehen lässt. Frustriert und schockiert wird Mark hysterisch und verlässt wütend das Gebäude. Marks Geschäftspartner, erfreut über die Rückzahlung seiner Firmengelder, setzt nun Kate als neuen Partner ein, nachdem er Mark entlassen hat.
Carly wendet sich in der nächsten Zeit Phil zu und das Paar erwartet schon bald ein Kind. Amber und Carlys Vater Frank sind ebenfalls ein Paar und reisen zusammen um die Welt.

## Besetzung und Synchronisation
Die deutsche Synchronisation entstand unter der Dialogregie von Dietmar Wunder durch die Synchronfirma Film- & Fernseh-Synchron GmbH (FFS) in Berlin.
| Rollenname          | Schauspieler          | Synchronsprecher       |
| ------------------- | --------------------- | ---------------------- |
| Carly Whitten       | Cameron Diaz          | Katrin Fröhlich        |
| Kate King           | Leslie Mann           | Bianca Krahl           |
| Amber               | Kate Upton            | Luisa Wietzorek        |
| Mark King           | Nikolaj Coster-Waldau | Peter Flechtner        |
| Lydia               | Nicki Minaj           | Josephine Schmidt      |
| Phil (Kates Bruder) | Taylor Kinney         | Martin Kautz           |
| Frank               | Don Johnson           | Reent Reins            |
| Nick                | David Thornton        | Hans-Jürgen Dittberner |
| Busboy              | Kenneth Maharaj       | Imtiaz Haque           |

## Kritiken
Die Fernsehzeitschrift Prisma Online wertete: „Was sich nach einem akzeptablen ‚betrogene Frauen rächen sich‘-Spaß anhört, entpuppt sich schnell als übertriebener Schwachsinn, der zudem ungemein schlecht gespielt ist. Von der ersten Sekunde nervt der Streifen mit schlecht ausgedachten Dialogen, ebensolchem Slapstick, einer völlig unglaubwürdigen Geschichte und unnötigen Fäkal-Szenen. So ist das Ganze tatsächlich lediglich ein weiteres Frem[d]schäm-Werk, bei dem noch nicht einmal für wenige Sekunden irgendeine handelnde Figur Sympathiepunkte sammelt. Hier wurde mal wieder witzig mit schrill verwechselt. Witzig ist dies allerdings nicht, eine der schlechtesten Regiearbeiten von Nick Cassavetes!“
Fritz Göttler von der Süddeutschen Zeitung meinte: „Nick Cassavetes hat den Film inszeniert, und wie sein Vater John hat er eine Vorliebe fürs Bodenständige und fürs Ordinäre […] Sein ‚The Other Woman‘ - so der lapidare Originaltitel der ‚Schadenfreundinnen‘ - ist ein Meisterstück der Disproportion. Nichts passt hier zueinander, man rätselt die ganze Zeit, wie diese heillos überdrehten Irren eigentlich zusammengefunden haben.“
Kino.de urteilte: „Nach der Rezeptur vieler Erfolgskomödien bestimmen Slapstick und Situationskomik diesen Film, der Leslie Mann in der Verbindung von Humor, Hysterie und einem Hauch Beziehungsmelancholie die auffälligere Rolle zuweist, während sich Betriebsnudel Diaz überraschend zurückhaltend gibt.“ Allerdings hat „Im Umfeld von spontaner Darmentleerung, verdeckter Hormonbehandlung, schlabbernden Riesendoggen und Designertaschen, die mit Mageninhalten gefüllt werden, […] Wortwitz eine untergeordnete Bedeutung.“
Bei Welt.de schrieb Josef Engels: „Letztendlich [ist] alles viel braver und konventioneller, als der schwungvolle und keineswegs unoriginelle Filmbeginn hoffen ließ. Schade für die ‚Schadenfreundinnen‘. Schön für ‚Brautalarm‘, der seine Ausnahmestellung weiterhin erfolgreich behaupten kann.“

## Hintergrund
Die Schadenfreundinnen kam am 1. Mai 2014 in Deutschland in die Kinos. In den Vereinigten Staaten lief der Film eine Woche eher, am 25. April 2014, an.
In Deutschland, genau wie in den Vereinigten Staaten, wird der Film von 20th Century Fox vertrieben.
Bevor der Film vom Verleih den endgültigen Titel Die Schadenfreundinnen erhielt, trug er in Deutschland den Titel Drei sind zwei zu viel.

## Produktion
Die Dreharbeiten zu Die Schadenfreundinnen begannen am 29. April 2013. Gedreht wurde unter anderem in der Downtown Manhattan, New York City.